# 金色夏季
《金色夏季》是香港女歌手關淑怡第七張專輯，第五張粵語大碟，於1991年7月5日推出。封面形象首次以短假髮配上朦朧攝影效果示人，充滿話題性。另外，大碟中的〈夜夜求上帝〉及〈卡繆〉因宗教原因曾被馬來西亞政府列為禁曲。〈一切也願意〉、〈親愛的〉及〈午夜狂奔〉等亦為歌迷間相當喜愛的金曲。值得一提的是，這張專輯有高達九首原創歌曲，只有〈午夜狂奔〉一首歌為改編歌曲，在關淑怡的專輯中較少見。有評論認為，此張專輯和隔年發行的《製造迷夢》在多年後看來仍十分前衛，可惜關淑怡的冷艷風格在當時不為市場普遍接受。

## 曲目
| 曲序     | 曲目         |          | 作曲             | 编曲          | 备注                                               | 时长  |
| -------- | ------------ | -------- | ---------------- | ------------- | -------------------------------------------------- | ----- |
| 1.       | 地老天荒     | 唐書琛   | 盧冠廷           | 杜自持        | 第四主打 電影《雙龍會》主題曲                      | 4:07  |
| 2.       | 夜夜求上帝   | 因葵     | Donald Ashley    | Donald Ashley |                                                    | 3:43  |
| 3.       | 夢情人       | 周禮茂   | 杜自持           | 杜自持        |                                                    | 5:00  |
| 4.       | 親愛的       | 簡寧     | Dick Lee         | 唐奕聰        | 第三主打 國語版為黃雅珉的《親愛的》                | 3:40  |
| 5.       | 卡繆         | 周禮茂   | 唐奕聰           | 唐奕聰        |                                                    | 3:46  |
| 6.       | 仲夏夜的寒冬 | 因葵     | 周啟生           | 周啟生        |                                                    | 3:56  |
| 7.       | 午夜狂奔     | 林敏驄   | Norell Oson Bard | 周啟生        | 第二主打 改編自瑞典組合Lili & Susie的《Boyfriend》 | 3:28  |
| 8.       | 一切也願意   | 向雪懷   | 蔡國權           | 盧東尼        | 第一主打 無線電視劇《藍色風暴》主題曲              | 3:58  |
| 9.       | 前後左右     | 潘源良   | 方樹樑           | 方樹樑        |                                                    | 3:36  |
| 10.      | 人月共舞     | 向雪懷   | Richard Yuen     | Richard Yuen  |                                                    | 4:50  |
| 总时长： | 总时长：     | 总时长： | 总时长：         | 总时长：      | 总时长：                                           | 40:04 |

## 發行版本
- 黑膠唱片版
- 盒帶版
- CD版
- 2009年 環球復黑王版
- 2018年 LP版
- 2019年12月3日 《歌姬の戰紀》SACD版：環球香港將關淑怡在寶麗金初期共8張粵語及日語大碟以SACD形式綑綁發售

## 音樂錄影帶
- 一切也願意
- 午夜狂奔
- 親愛的